# Czerwona Wieś
Czerwona Wieś (prononciation : [t͡ʂɛrˈvɔna ˈvjɛɕ]) est un village polonais de la gmina de Krzywiń dans le powiat de Kościan de la voïvodie de Grande-Pologne dans le centre-ouest de la Pologne.
Il se situe à environ 3 kilomètres au sud-ouest de Krzywiń (siège de la gmina), à 18 kilomètres au sud-est de Kościan (siège du powiat) et à 51 kilomètres au sud de Poznań (capitale régionale).
Le village possédait une population de 261 habitants en 2011.

## Histoire
De 1975 à 1998, le village faisait partie du territoire de la voïvodie de Leszno.

Depuis 1999, Czerwona Wieś est situé dans la voïvodie de Grande-Pologne.